# Lalla Aicha von Marokko

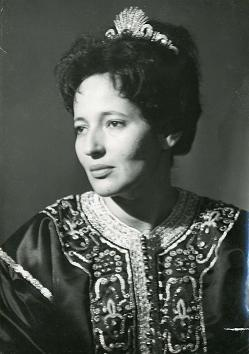
Lalla Aïcha von Marokko

Lalla Aïcha von Marokko (arabisch للا عائشة, DMG Lallā ʿĀʾiša; geboren am 17. Juni 1930 in Rabat; gestorben am 4. September 2011 ebenda), auch Lailla Aischa transkribiert, war eine marokkanische Prinzessin und Botschafterin und die Schwester von König Hassan II.

## Kindheit und Jugend
Lalla Aicha wuchs als zweitälteste Tochter von Sultan Mohammed von Marokko auf und war die Tochter von dessen Hauptfrau Lalla Abla bint Tahar. Sie hatte sechs Geschwister und genoss wie diese auf Wunsch ihres Vaters eine westliche und emanzipierte Erziehung. Sie studierte Geschichte an der Sorbonne und erlangte dort den Dr. phil.
Bereits im April 1947 trat die Siebzehnjährige gemeinsam mit ihrem Vater und Bruder öffentlich vor einem traditionell gesinnten Publikum in Tanger auf. Während ihr Vater eine Rede hielt, in der er die Einigung Marokkos forderte (ohne die Kolonialmächte Frankreich und Spanien zu erwähnen), vertrat Lalla Aicha in der für sie verfassten Rede ein modernes Frauenbild.
Ein »freizügiges« Strandbild von ihr löste ebenfalls einen Skandal unter den konservativeren Marokkanern aus. Dieser wurde von Thami El Glaoui, einem innenpolitischen Widersacher ihres Vaters, zur Propaganda ausgenutzt.

## Karriere und späteres Leben
1953 wurde ihr Vater exiliert, er wurde jedoch 1955 zurückgerufen und danach als König des unabhängig gewordenen Marokko installiert. Lalla Aicha kehrte mit ihm zurück und nahm eine prominente Position in der Frauenrechtsbewegung ein. Im November 1957 setzte die »Times« sie als Symbol des islamischen Feminismus auf die Titelseite. Ihr Vater unterstützte diese Rolle und berief sie an die Spitze der Nationalen Wohlfahrt und des Marokkanischen Roten Halbmonds (bis 1967). Sie gründete auch nach dem Vorbild des Internationalen Frauenrats eine Nationale Frauenliga als Dachverband für Frauenorganisationen.
Am 16. August 1961 heiratete Lalla Aicha ihren ersten Mann Hassan al-Yaqubi, mit dem sie zwei Töchter hatte, Lalla Zubaida und Lalla Nufissa al-Yaqubi. 1972 ließ sie sich scheiden und heiratete ihren zweiten Mann Hassan bin al-Mahdi, als dessen dritte Frau. Ihre zweite Ehe blieb kinderlos, al-Mahdi starb 1984.
Nach der Thronbesteigung ihres Bruders am 3. März 1961 repräsentierte Lalla Aicha Marokko als Botschafterin in Großbritannien (1965–1969), in Griechenland (1969–1970) und in Italien (1970–1973). Die Entsendung einer Frau als Botschafterin für ein islamisches Land war unüblich.

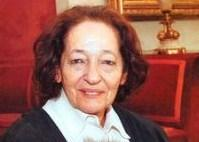

Beobachter sahen dies als Schachzug von Hassan II., um die innenpolitisch sehr prominente Schwester aus der Öffentlichkeit zu drängen. Nach ihrer Abberufung zog sie sich ins Privatleben zurück, nach dieser Lesart um das Bild der Königsfamilie nicht durch einen öffentlichen Dissens zu beschädigen. Sie behielt ihren Titel der Ehrenvorsitzenden der Marokkanischen Nationalen Frauenliga (erhalten 1969) und spielte leidenschaftlich Golf.
Am 5. September 2011 wurde sie in Rabat im Beisein ihrer Familie beigesetzt.